# Única mirando al mar
Única mirando al mar es el título de la primera novela del escritor costarricense Fernando Contreras Castro, publicada por primera vez en 1993, convirtiéndose prontamente en un éxito de ventas, y en una lectura recomendada por el Ministerio de Educación Pública de Costa Rica para su estudio y análisis en la educación secundaria, y hasta la fecha. 
El autor comienza con esta obra a explorar la miseria en la cara oculta de Costa Rica, internándose en el botadero de basura de Río Azul, situado en el oeste de la provincia de Cartago. 
Editada primero por ABC editores, luego por Editorial Norma, y actualmente en Editorial Legado S.A.
Como una especie de referencia cruzada, Única observa de lejos a Jerónimo Peor, protagonista del libro Los peor (del mismo autor), y comenta a su esposo: "Ese es Jerónimo Peor, es un hombre santo".

## Argumento

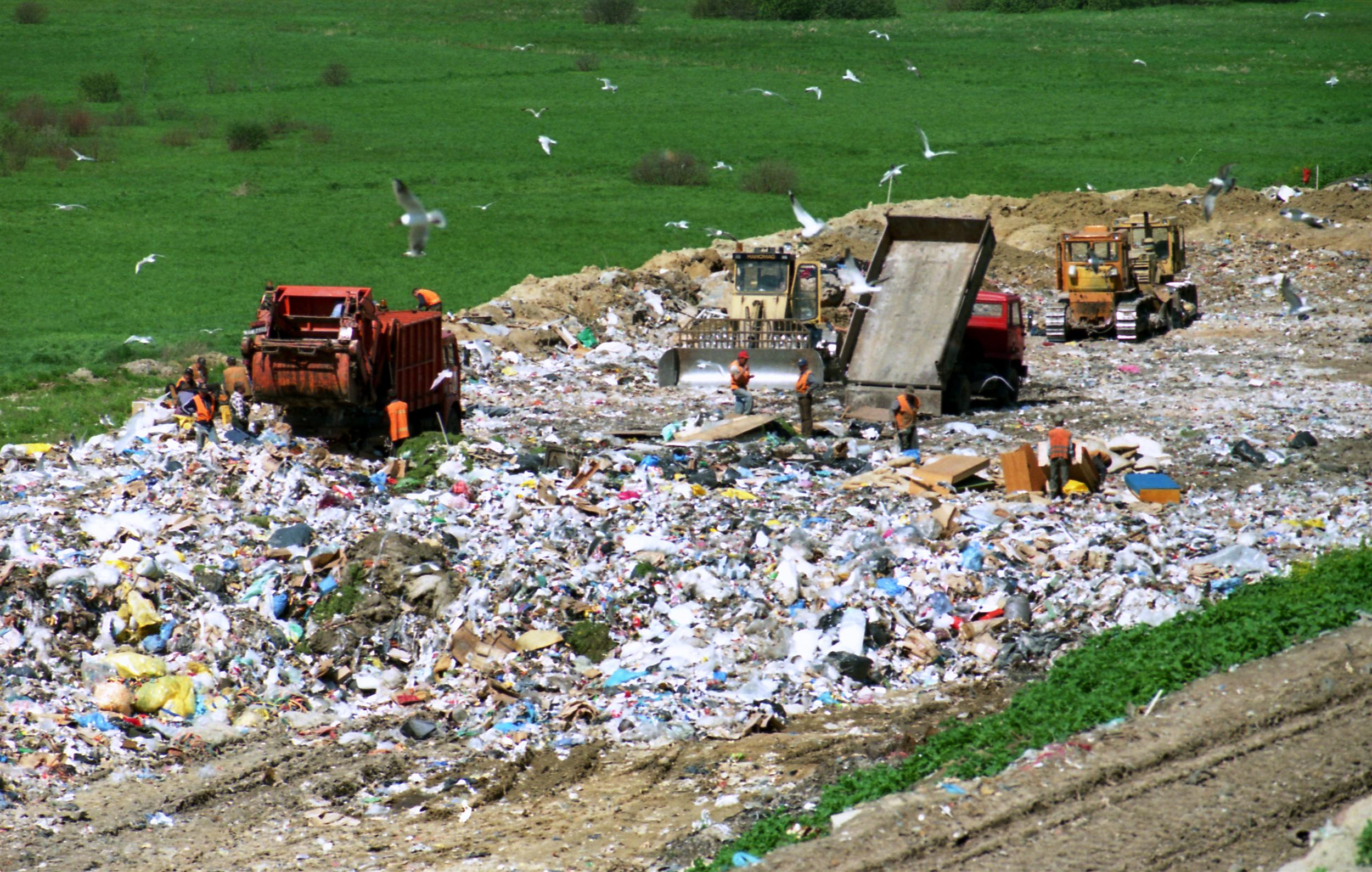
La trama tiene de fondo un relleno sanitario.

La novela comienza con Mondolfo Moya Garro(Momboñombo Moñagallo), un hombre de edad madura deprimido por sus circunstancias adversas, que decide terminar con su sufrimiento lanzándose al camión de la basura, el cual va a dar al botadero de Río Azul. 
Allí, Única Oconitrillo, una maestra la cual la despidieron lo rescata y le permite vivir en su casa, la cual es un asentamiento informal de entre los cientos que existen allí, en un lugar donde las condiciones para la vida son precarias.
Allí, internado en elvaras, y adaptando el estilo de vida de aquel lugar, Momboñombo crea vínculos sociales fuertes con Única, su hijo adoptivo El Bacán, y otros de los "buzos" que se ganan la vida consumiendo o vendiendo los desperdicios capitalinos que llegan a parar allá.
El posible cierre del botadero de Río Azul, es el que marca el punto inicial hacia el clímax de la novela.

## Temática
Aunque "Única mirando al mar" no es una novela estrictamente de ecología, si está plasmada en ella una fuerte denuncia al mal manejo de la basura en América Latina. Desde la perspectiva de su autor, Fernando Contreras Castro, la basura realmente no es un problema puesto que la basura no existe; todos nuestros desechos son o reutilizables o biodegradables. 
La novela busca dar dignidad al ser humano al que la sociedad se la ha quitado. Pone sentimientos de superación, de amor y de alegría en personas que habitan en un basurero, y por lo tanto son tratadas como basura. Los fuertes lazos que surgen entre los buzos son ejemplo de que el término familia no siempre tiene que ver con consanguinidad.

## Personajes principales
Mondolfo Moya Garro: Llamado también Momboñombo Moñagallo, es un hombre de edad madura, guardia de seguridad de buena parte de su vida, y despedido de su trabajo por denunciar el mal manejo de documentos históricos en la Biblioteca. Producto de esto, entra en depresión, e imposibilitado para encontrar un nuevo trabajo, decide lanzarse al basurero. Despierta en el botadero de Río Azul rescatado por Única. Allí, su estilo de vida cambia, y aunque le es difícil el proceso de adaptación, junto con Única y el Bacán consigue nuevos propósitos para vivir. Lidera el movimiento en contra del cierre de Río Azul.
Única Oconitrillo: Maestra pensionada que aprendió a vivir de lo que el basurero le proveyera. Es capaz de encontrarle siempre el lado positivo a cualquier cosa, tiene una colección de perfumes mezclados en una botella, siembra rosas, y en general, trata de emular todo lo que en la "vida normal" se puede dar. Por ejemplo, tiene una antena parabólica situada en el techo de su casa, pero no tiene televisión ni electricidad. Representa la parte más espiritual en el basurero. Adopta a El Bacán cuando es un niño, y luego recibe a Mondolfo cuando estuvo a punto de morir.

## Personajes secundarios

### El Bacán
El Bacán es un joven de aproximadamente 20 años que, debido a problemas de desarrollo, tiene la mentalidad de un niño de seis. Fue adoptado por Única cuando era pequeño y creció en el basurero, donde los gases tóxicos han afectado gravemente su salud, especialmente sus pulmones.

### El Cabro más Macabro
Santiago Vieto, conocido como El Cabro más Macabro, creció en el conflictivo pueblo de San Lorenzo, un lugar marcado por la violencia y la guerra. A los 18 años, perdió a su padre y a sus dos hermanos en un ataque sorpresa, quedando solo con su madre, conocida como La Doradita. Ante la falta de recursos y la desesperación, su madre se vio obligada a prostituirse para sobrevivir y mantenerlo con vida, una realidad que Santiago aceptaba con dolor y resentimiento.
Impulsado por el deseo de venganza y justicia, Santiago se unió a la resistencia local, convirtiéndose en un soldado hábil y temido. Sin embargo, durante una misión, fue capturado y sometido a torturas inhumanas. Su madre, en un último intento desesperado por salvarlo, ofreció todo lo que tenía a cambio de su libertad, pero fue brutalmente asesinada frente a él.
Consumido por el dolor y la ira, Santiago encontró la fuerza para escapar y vengarse de sus captores. Su historia se convirtió en una leyenda entre los habitantes del basurero, donde llegó tras años de lucha. Allí, su nombre El Cabro más Macabro se convirtió en símbolo de resistencia y supervivencia, recordando su trágico pasado y la promesa de nunca olvidar el sacrificio de su madre.

### Nadia "La Vaca"
Nadia "La Vaca" es una mujer que, debido a una vida de excesos y una alimentación descontrolada, llegó a un punto crítico de salud. Tras un episodio que casi le cuesta la vida, su esposo Daniel la llevó al hospital, donde requirió atención médica especial. Desesperada por su situación, decidió abandonar su antigua vida y terminó en el basurero, donde fue recogida por un buzo.

### Oso Carmuco
Oso Carmuco es un anciano habitante del basurero que, por casualidad, encontró una sotana de sacerdote entre los desperdicios. Desde entonces, se autoproclamó sacerdote del botadero, oficiando misas y matrimonios sin ningún conocimiento teológico, guiado únicamente por un viejo libro de rezos y su propia inspiración. Aunque aparenta ser un hombre de fe, no respeta el voto de castidad, manteniendo una relación con La Llorona.

### La Llorona
La Llorona es una mujer que perdió a su hijo en el basurero y desde entonces lo busca sin descanso, llorándolo cada día. Su historia refleja el dolor y la desesperación de quienes han perdido todo en la vida.

### Los Novios
Los Novios son una pareja de recién casados que, abrumados por las deudas y la falta de oportunidades, deciden refugiarse voluntariamente en el basurero, buscando una alternativa a la vida en la ciudad.

### Don Retana
Don Retana es un viejo exmarino que asegura haberlo visto todo en la vida. Es un hombre sabio y experimentado que ayuda a Única con la construcción de su rancho y en los preparativos de la boda.

### Don Concepción
Don Concepción es un anciano proveniente de la zona bananera que fue despedido por su avanzada edad. Su fragilidad lo hace dependiente de la ayuda de los demás para realizar tareas básicas, como levantarse solo.

### Otros personajes
Entre los habitantes del basurero también se encuentran José María Caldagueres, los guardas y otros buzos, quienes forman parte del ecosistema de supervivencia en el botadero.

## En la Cultura General
La canción de la banda de rock progresivo costarricense [[Airliners]]: She's the One, está inspirada en parte de los hechos del libro, principalmente desde la perspectiva de Única, con algunos hechos ficticios, como que ella busca un amor en medio de un mar de basura. Además también otra canción que guarda relación con la obra literaria, es la canción Sola del grupo rock costarricense [[Kadeho]], en algunos hechos que narra, que recuerdan la obra.